# マサアカシ
マサ アカシ（まさ あかし、本名：明石正義、（あかしまさよし）1928年 - 2023年）は、水彩画家、イラストレーター、ファッションデザイナー。イラスト専門学校マサモードアカデミー主宰。明石マサとも。
日本のファッション・イラストレーターの草分け的存在。

## 略歴
- 1928年　兵庫県神戸市に生まれる。
- 関西学院大学卒業。
- 猪熊弦一郎に師事。その後、長沢節に師事。
- セツ・モードセミナー講師を経て、
- 大阪府大阪市で絵画教室を始める。その後マサモードアカデミーオブアートと改称。

## 概要
- 雑誌『ソレイユ』のイラストレーター、ヴァンヂャケット等の仕事を手掛ける。
- 1960年、ニューヨークにおいて日本人で初めてアメリカン・ヴォーグ誌のイラストレーターとして仕事をする。
- アメリカハーパース・バザー誌のイラスト及び広告の仕事を手掛ける。
- 帰国後、ピートニック、ヒッピー、アングラ、モダンアートからポップアートまで大阪のアトリエでオリジナル製作と新しいモードイラストのスタイルを変え続け、成瀬国晴、古川雲雪など多くのイラストレーターを生み出す。
- アルファキュービック社設立に協力。
- ミズノゴルフウエア「ブリティッシュ・オープン・ゴルフ」の企画、デザインなどの仕事を手掛ける。

## 受賞歴
- 日本水彩画家連盟に出品し朝日新聞賞、装苑賞受賞

## 師事していた人物
- 成瀬國晴
- 古川雲雪

- 永宮陽子
- 丸山誠司
- おちあやこ
- 辻陽子
- かじうめちえこ
- 萩原慶子
- nob.